# Tibor Rab
Tibor Rab (Gödöllő, 2 de outubro de 1955) é um ex-futebolista profissional húngaro que atuava como defensor.

## Carreira
Tibor Rab fez parte do elenco da Seleção Húngara de Futebol, da Copa de 1978 e 1982.